# Pierre de Murat de Cros

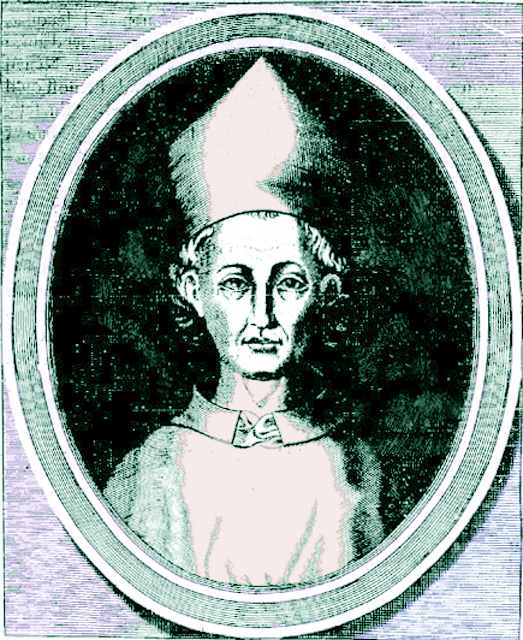

Pierre de Murat de Cros, auch Pierre de Croze, OSBClun (* etwa 1320 in Saint-Exupéry-les-Roches, Ussel, Limousin; † 16. November 1388 in Avignon) war ein französischer Benediktiner, Camerlengo und Pseudokardinal.

## Leben
Pierre war ein Sohn von Aymar de Murat de Cros, einem Adligen auvergnerischer Herkunft, und Marie de Montclar. Er war ein Cousin von Papst Gregor XI. und Bruder von Jean de Cros, Kardinal und Bischof von Limoges.
Er trat in die Benediktinerabtei Saint-Martial de Limoges ein und promovierte später im kanonischen Recht. Am 6. Juli 1342 wurde er Propst von Roussac und am 5. Februar 1343 Cellerier von Tule. Am 20. Februar 1348 wurde er Abt von Tournus.
1361 wurde er zum Bischof von Saint Papoul gewählt und am 27. Juli 1362 bestätigt. Am 8. Juni 1370 wurde er zum Erzbischof von Bourges ernannt. Am 20. Juni 1371 ernannte sein Cousin Papst Gregor XI. ihn zum Camerlengo. Am 2. August 1374 wechselte er auf den erzbischöflichen Stuhl von Arles. Von 1374 bis 1376 war er Gouverneur des Comtat Venaissin. Gemeinsam mit Papst Gregor XI. kehrte er 1376 nach Rom zurück. Er war mit der Leitung des Konklave 1378 beauftragt. Anstatt das Konklave persönlich zu bewachen (wie er es später in Fondi tun sollte), beauftragte Murat de Cros den Bischof von Valence und Die mit dieser Aufgabe. Das Konklave wählte Papst Urban VI. Als sein Palast von den Römern geplündert wurde, suchte er Zuflucht in der Engelsburg. Am Palmsonntag 1378 übergab er Papst Urban VI. die Güter der Kirche. Pietro di Cros floh mit den zwölf dissertierten Kardinälen nach Anagni und am 20. September 1378 wurde in Fondi der Gegenpapst Clemens VII. gewählt, dem Pierre de Cros sein Vertrauen schenkte. Er wurde daher von Urban VI. exkommuniziert, woraufhin er mit dem Gegenpapst nach Avignon ging. Zusammen mit seinem Bruder Giovanni spielte er während des Abendländischen Schismas eine wichtige Rolle. Der Gegenpapst bestätigte ihn als Camerlengo. Am 23. Januar 1379 wurde er als Erzbischof von Toulouse vorgeschlagen, aber er übte das Amt nicht aus.
Im Konsistorium vom 23. Dezember 1383 erhob der Gegenpapst ihn zum Pseudo-Kardinalpriester mit der Titelkirche Santi Nereo e Achilleo. Am Tag darauf gab er sein Amt als Camerlengo ab und wurde Apostolischer Administrator von Arles, ein Amt, das er im Januar 1388 abgab.
Er starb im November 1388 und wurde im Collège Saint-Martial in Avignon begraben.